# Pleurozium flagellare
Pleurozium flagellare là một loài Rêu trong họ Hylocomiaceae. Loài này được (Schimp.) Kindb. miêu tả khoa học đầu tiên năm 1894.